# 플라이 바이 와이어
플라이 바이 와이어(FBW, fly-by-wire)는 항공기 비행제어 시스템의 하나로, 직역하면 전선에 의한 비행이란 뜻이며 기계적 제어가 아닌 전기 신호에 의한 제어를 의미한다. 전통적인 비행 제어 시스템은 기계구조와 유압에 의존하여 조종면을 직접 연결하는 방식인데 플라이 바이 와이어는 조종석에서 조종하는 신호를 컴퓨터가 해석하여 전기적인 신호를 유압 시스템에 제공해 조종면을 조종하는 방식이다. 엔진 역시 비행 제어 컴퓨터에 의해 관리된다.

## 장점
- 조종사 임무량 감소
  - 시스템이 기능을 제공함으로써 더 편한 인터페이스를 가지고, 조종사 판단 이전에 계산을 함으로써 정확한 비행 조정이 가능하다.

- 항공기 구조 안전성 증가
  - 조종 명령을 고려해서 시스템이 동작하도록 할 수 있는데 조종사가 항공기 구조 상태를 스트레스(Stress) 또는 스톨(Stall) 받는 상황으로 가는 것을 막는다.

- 무게 감소
  - 기계적인 연결 구조물 등이 없기 때문에 상당한 무게 감소가 되며 이를 통해 연료량 역시 감소된다.

## 고장 대비
항공기가 운용 중인 경우에는 안전을 저해하는 고장이 없어야 한다. 그래서 중복해서 센서, 컴퓨터, 액추에이터를 구성하여 시스템 고장시 성능 하락을 최소화 한다. 성능 하락시 필수 시스템은 조종이 가능하여 비행 및 착륙이 가능하도록 유지해야 한다.
성능 하락 최소화를 위한 설계 구성 예는 다음과 같다.

### 하드웨어 구성
3중 메인 컴퓨터는 항공기 조정과 액추에이터를 관리할 신호를 제공하는 것으로 조종면과 엔진 동작과 관련이 있다.
2중 보조 컴퓨터는 메인 컴퓨터에 대한 백업 시스템으로 메인이 고장인 경우 자동적으로 전환된다.
한 대 만이 비행 조정을 담당하고 있지만 나머지 역시 항상 준비 상태로 동작하며 전환시 동작 지연이 없어야 한다.

#### 다른 프로세스
메인과 보조 컴퓨터는 다른 제작사의 프로세스를 사용한다. 하드웨어에 발생할 수 있는 고장 확률을 줄이기 위한 것이다.

#### 데이터 비교
입력 신호를 분리하여 명령 처리 부분과 모니터 부분으로 나누고 처리 결과를 비교하여 출력한다.
컴퓨터 내부에서 명령 처리 부분과 모니터 부분이 별도의 채널로 분리한다. 각 채널은 하드웨어적으로 분리되고 다른 언어를 사용하는 소프트웨어로 구성한다. 비교기(comparator)에 의해 데이터가 상이한 경우 에러가 발생하고 다른 컴퓨터로 전환된다.

### 소프트웨어 다양성
다른 채널을 위한 소프트웨어는 다른 팀에 의해 다른 언어로 개발한다. 메인 및 보조 컴퓨터는 각각 다른 팀에 의해 개발된다. 보조 컴퓨터인 경우에도 다른 언어를 사용한다.

### 시스템 재구성
비행 조정 시스템은 시스템 자원의 손실을 만회하기 위해서 재구성이 자동적으로 일어난다. 시스템 재구성은 대체 조정 소프트웨어로 전환하는 것으로 3가지 모드가 있는 '정상', '대체', '직접'이 있다.
- 정상(Normal) - 완벽하게 조정하여 임무량을 감소하는 모드
- 대체(Alternate) - 최소한 컴퓨터로 운영하여 조정하는 모드
- 직접(Direct) - 컴퓨터 계산에 의해 동작하지 않은 모드

최소 2개 고장이 일어나야 정상 모드가 아닌 경우가 된다.

### 복수 액추에이터
컴퓨터와 조정면이 연결되어 각 조정면은 복수의 독립적인 액추에이터에 의해 동작이 된다. 각 엑추에이터는 다른 컴퓨터에 의해 관리되어 어떤 액추에이터 또는 컴퓨터의 고장으로 조정면의 동작이 불가능하도록 하지 않도록 한다. 유압 시스템은 3 중으로 구성되고, 전기선 라우트(route)를 다르게 구성한다.

### 플라이 바이 라이트
플라이 바이 라이트(FBL, fly-by-light)는 플라이 바이 와이어 보다 한 단계 진화한 비행 조종 시스템으로 기존의 전선을 광섬유로 대체해 보다 신속하고 많은 데이터를 전송할 수 있으며, 기상이변이나 인위적인 전파의 간섭에 의한 데이터 손실을 최소화 할 수 있다. 세계 최초로 일본의 가와사키 중공업이 제작한 P-1 해상초계기에 적용되었다.

## 같이 보기
- FCS
- HQS
- FMET
- 검증 및 확인(IV & V)
- MILS
- HILS